# Федоренко Ганна Михеївна
Ганна Михеївна Федоренко (Богачова) (25 грудня 1921, тепер Російська Федерація — 27 листопада 2012, місто Чернівці) — українська радянська діячка, директор Чернівецького текстильного виробничого об'єднання «Восход». Член Ревізійної Комісії КП України в 1976—1986 роках.

## Біографія
Народилася в родині Михея Богачова. У 1939 році закінчила 10 класів середньої школи та вступила до Івановського текстильного інституту, РРФСР.
Член КПРС з 1943 року.
Закінчила Івановський текстильний інститут в липні 1944 року та направлена працювати майстром в Чернівці на текстильну фабрику № 9. Працювала начальником цеху на чернівецьких текстильних фабриках № 9, № 6 та № 3.
З 1947 року працювала головним інженером, завідувачем фабрики, а з 1948 року — директором Чернівецької текстильної фабрики № 3. У квітні 1949 року було створено Чернівецький текстильний комбінат, до складу якого ввійшли шість фабрик.
У грудні 1950 — грудні 1964 року — директор Чернівецького текстильного комбінату, який у 1964 році був реорганізований в Чернівецьке виробниче текстильне об'єднання «Восход». У грудні 1964 — липні 1985 року — директор Чернівецького текстильного виробничого об'єднання «Восход».
З липня 1985 року — на пенсії в місті Чернівцях. 
Померла 27 листопада 2012 року. Похована на Годилівському кладовищі Чернівців.

## Нагороди
- два ордени Леніна (7.03.1960, 1971)
- ордени
- медалі
- заслужений працівник легкої промисловості УРСР (1977)
- почесний громадянин міста Чернівців (30.09.1987)